# Pokroková strana (Norsko)

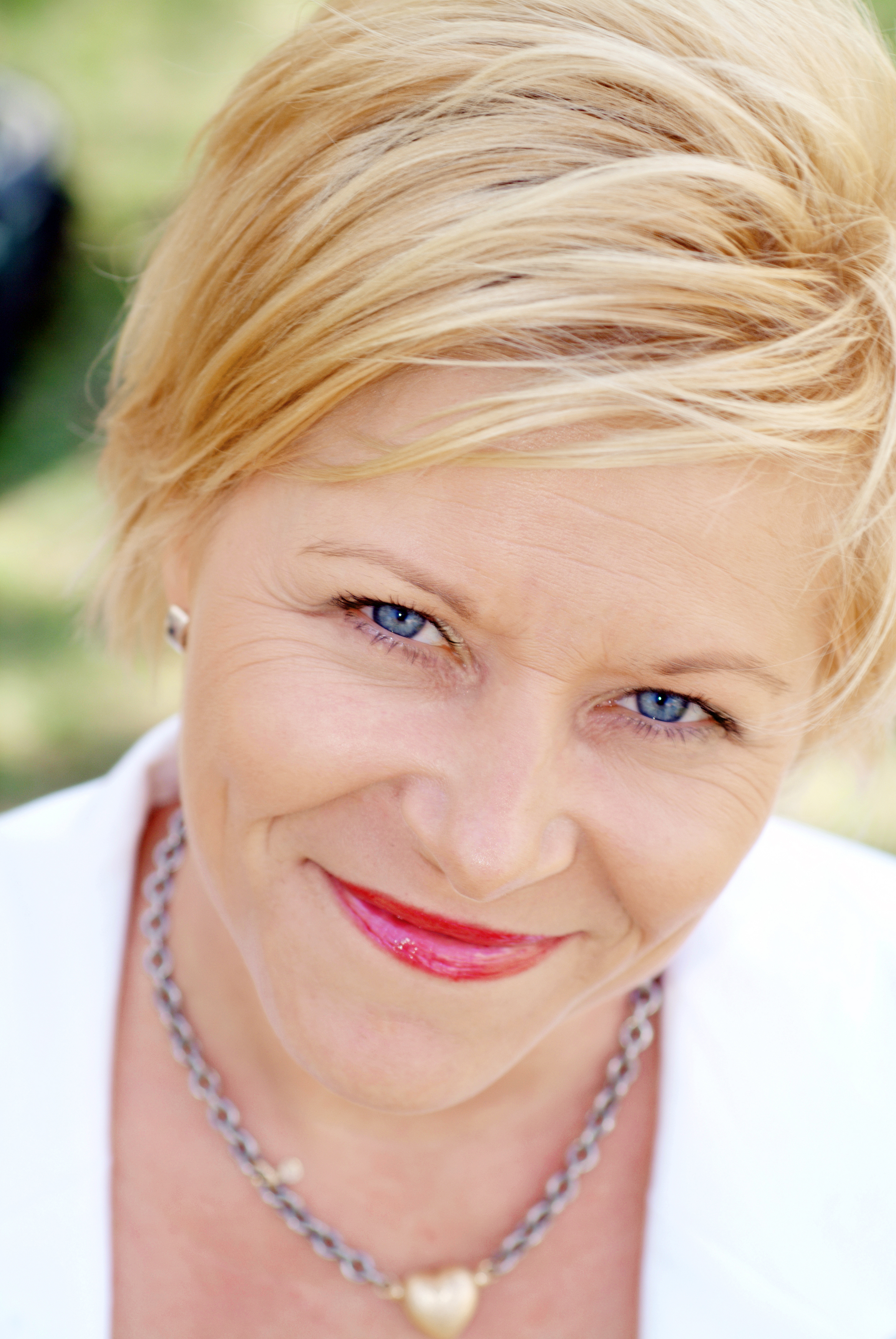
Předsedkyně strany Siv Jensenová

Pokroková strana (norsky bokmålem Fremskrittspartiet nebo Framskrittspartiet, nynorskem Framstegspartiet) je norská politická strana. Sama se označuje za konzervativní či libertariánskou, ale je označována také za konzervativní nebo pravicově populistickou. Byla založena 8. dubna 1973, sídlí v Oslu, v roce 2011 měla 28 000 členů a jejím předsedkyní je od roku 2006 Siv Jensenová.
V parlamentních volbách v roce 2013 získala strana 16,3 % hlasů, respektive 29 křesel, a skončila tak třetí za Norskou stranou práce a za koaliční pravicovou konzervativní stranou. Někteří zahraniční komentátoři se přitom pozastavili nad tím, jaký úspěch zaznamenala strana, jejímž řadovým členem byl dříve pozdější masový vrah Anders Behring Breivik, i když Pokroková strana i Breivik se od sebe navzájem distancují. Strana si přitom pohoršila proti volbám v roce 2009, kdy získala 41 křesel, i proti volbám v roce 2005, kdy získala 38 křesel.

## Předsedové strany
- Anders Lange (1973–1974)
- Eivind Eckbo (1974–1975) (prozatímní)
- Arve Lønnum (1975–1978)
- Carl I. Hagen (1978–2006)
- Siv Jensenová (2006–)